# Saraswathi Rajamani
Saraswathi Rajamani (1928) es una veterana del Ejército Nacional Indio (INA). Ella es conocida por su trabajo en el ala de inteligencia militar del ejército.

## Biografía

### Niñez
Rajamani nació en Rangún, Birmania (actualmente Myanmar). Su padre era dueño de una mina de oro y era uno de los indios más ricos de Rangún. Su familia era una firme defensora del movimiento por la libertad india y también contribuyó con dinero para el movimiento.
A los 16 años, inspirada por el discurso de Netaji Subhash Chandra Bose en Rangún, donó todas sus joyas al INA. Al darse cuenta de que la joven podría haber donado las joyas ingenuamente, Netaji visitó su casa para devolverla. Sin embargo, Rajamani insistió en que lo usara para el ejército. Impresionado por su determinación, la bautizó con el nombre de Saraswathi.

### Trabajo en el Ejército Nacional indio
En 1942, Rajamani era recruited al Rani de Jhansi regimiento de la INA y era parte del ala de inteligencia militar del ejército.
Durante casi dos años, Rajamani y algunas de sus colegas se hicieron pasar por niños y reunieron información de inteligencia. Cuando se hacía pasar por un niño, su nombre era Mani. Una vez, una de sus compañeras fue atrapada por las tropas británicas. Para rescatarla, Rajamani se infiltró en el campamento británico vestido como un bailarín. Ella drogó a los oficiales británicos que estaban a cargo y liberó a su compañera. Mientras escapaban, Rajamani recibió un disparo en la pierna por parte de un guardia británico, pero ella logró escapar.
Su trabajo en el ejército terminó cuando Netaji disolvió el INA después de la Segunda Guerra Mundial.

### Años posteriores
Después de la Segunda Guerra Mundial, la familia de Rajamani entregó todas sus riquezas, incluida la mina de oro, y regresó a la India. En 2005, un periódico informó que ella vivía en Chennai y, aunque sostenida por la pensión de los luchadores por la libertad, estaba luchando para llegar a fin de mes. Apeló al gobierno del estado de Tamil Nadu en busca de ayuda. El entonces la primera ministra de Tamil Nadu, Jayalalithaa, le prestó asistencia en la forma de un regalo de ₹ 5 lakh y una vivienda unifamiliar sin alquiler.
Ella ha donado insignias a la galería INA del Museo Nacional del Lugar de Nacimiento Netaji Subhash en Cuttack, Odisha.
En 2016, el Canal EPIC presentó su historia en la serie de televisión Adrishya.